# 伊諾斯·史勞特
伊諾斯·布萊德薛爾·史勞特（英語：Enos Bradsher Slaughter，1916年4月27日—2002年8月12日），為美國職棒大聯盟的右外野手。生涯曾效力過紅雀、洋基、運動家與勇士等隊。他最有名的事蹟就是在1946年世界大賽第七場跑回致勝分。史勞特生涯共入選10次明星賽，後來他入選棒球名人堂和紅雀隊的名人堂。

## 早年
史勞特生於北卡羅來納州的拉克斯布羅，他在當地獲得一個綽號叫做「國家」(Country)。

## 職業生涯
1938年，22歲的史勞特登上大聯盟。1941年與1942年，他都入選了明星賽。1942年，他幫助紅雀拿下世界大賽冠軍後，便加入美軍服役。
1946年，二戰結束後，史勞特也回到球隊。該年他以130分打點拿下國聯打點王，球隊也與紅襪隊爭奪世界大賽冠軍。最後紅雀以4勝3敗打敗紅襪拿下球隊在1940年代的第三座冠軍。1946年世界大賽第七場，兩隊在8局上打完3比3平手。史勞特在8局下站上一壘後，Harry Walker擊出中外野方向的安打。當時三壘教練建議史勞特停在三壘，不過史勞特依舊沒有減速，直接往本壘衝去。最後史勞特成功回本壘得分，比數變成4比3。這個跑壘也是棒球史上最著名的一次跑壘《Mad Dash》。1999年，The Sporting News將這個跑壘評為大聯盟史上最精采的25個瞬間中的第10名。
史勞特是一名在場上很積極的球員，就連獲得保送都是用跑的跑向一壘。
史勞特也是一名種族歧視很嚴重的球員，當時他曾和隊友Terry Moore發起拒絕與擁有傑基·羅賓森的道奇隊比賽的請願。史勞特還會在比賽中故意弄傷羅賓森，然而史勞特卻不願承認他有種族歧視的事實。
1956年世界大賽第5場，史勞特參與了唐·拉森的完全比賽。他也成為了該年世界大賽中最老的球員，當時他已經40歲。後來他又在洋基拿下兩座冠軍，並於1959年退休。

## 退休後與晚年
1959年，史勞特宣布退休。1960年與1961年，史勞特在小聯盟短暫執教兩個賽季。1971年至1977年，他在杜克大學的棒球隊擔任總教練。
史勞特的表弟Henry Slaughter是一名美國南方福音音樂家。
2002年8月12日，高齡86歲的史勞特因為非霍奇金氏淋巴瘤去世。最後他葬在北卡羅來納州的珀森縣。

## 個人榮譽
1985年，史勞特入選名人堂。他在紅雀隊的9號背號也被紅雀隊在1996年9月6日給永久退休。1999年，紅雀隊也做出一個史勞特滑壘的雕像，紀念他當時在世界大賽跑回致勝分。
2014年1月，紅雀隊宣布將包含史勞特在內的22名前紅雀隊球員入選紅雀隊名人堂。

## 生涯打擊數據
| 出賽場次 | 打席 | 打數 | 得分 | 安打 | 二安 | 三安 | 全壘打 | 打點 | 盜壘 | 保送 | 三振 | 打擊率 | 上壘率 | 長打率 | 守備率 |
| 2380     | 9086 | 7946 | 1247 | 2383 | 413  | 148  | 169    | 1304 | 71   | 1018 | 538  | .300   | .382   | .453   | .980   |

## 外部連結
- 球員資訊和成績在MLB，ESPN，Baseball-Reference，Fangraphs（英文）